# Signe Rolf
Signe Maria Rolf, född Wallgren 27 mars 1927 i Båtskärsnäs, död 25 november 2016, var en svensk journalist.
Under gymnasietiden träffade hon Barbro Alving som såg till att hon fick jobb på Norra Västerbotten. Hon arbetade därefter på flera olika dagstidningar. Hon mötte maken Nils Rolf när de båda arbetade på Bohusläningen. Paret flyttade senare till Göteborg där Signe Rolf arbetade på Göteborgs Handels- och Sjöfarts-Tidning. År 1961 flyttade de till Stockholm.
Rolf var en del av Allt om Mats redaktion när tidningen startades 1970. Vid 1970-talets mitt blev hon Allt om Mats chefredaktör. I augusti 1976 blev hon istället chefredaktör för Allt i hemmet. Hon var senare redaktör för sidan "Signes glada kök" i Året runt.
Rolf var även författare till ett stort antal böcker, främst kokböcker men även böcker om trädgård och heminredning.
Rolf var dotter till mästerlots Emil Wallgren och Ester Wallgren. Hon hade sju syskon.